# 滑体亚纲
滑體亞綱（學名：Lissamphibia）是兩棲動物中唯一存活至今的類群，包括无尾目（青蛙与蟾蜍）、有尾目（蝾螈）和无足目（蚓螈）三个目。儘管各目之間的分化關係尚不清楚，但都具有共同的特徵，表明牠們是從同一祖先演化而來。